# Ruth Charney

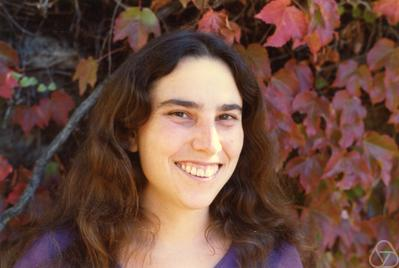
Ruth Charney 1977

Ruth Michele Charney (* 1950) ist eine US-amerikanische Mathematikerin.
Ruth Charney studierte an der Brandeis University Mathematik mit dem Bachelor-Abschluss 1972 sowie danach ein Jahr modernen Tanz am Merce Cunningham Dance Studio in New York City und wurde 1977 an der Princeton University bei Wu-Chung Hsiang promoviert (Homological Stability for the General Linear Group of a Principal Ideal Domain). Von 1977 bis 1979 war sie Instructor an der University of California, Berkeley, und von 1980 bis 1984 Assistant Professor an der Yale University. Sie war Professorin an der Ohio State University (Associate Professor 1984, Professor 1990) und ab 2003 an der Brandeis University.
Sie war Gastwissenschaftlerin am Institute for Advanced Study, am Mittag-Leffler-Institut, am Isaac Newton Institute, am MSRI, am IHES, in Dijon, Oxford, am Boston College und in Zürich. Von 2006 bis 2009 war sie Vizepräsident der American Mathematical Society.
Charney befasst sich mit geometrischer Gruppentheorie (speziell Artin-Gruppen) und Topologie.
Von 2013 bis 2015 war sie Präsidentin der Association for Women in Mathematics. Sie ist Fellow der American Mathematical Society, deren Präsidentin sie 2021/2022 war. Von 2013 bis 2015 war sie Polya Lecturer der Mathematical Association of America.